# Asithandile Ntoyanto
Pas d'image ? Cliquez ici

a Compétitions nationales et continentales officielles uniquement.

b Matchs officiels uniquement.
Asithandile Ntoyanto, née le 6 mai 1991, est une joueuse internationale sud-africaine de rugby à XV évoluant au poste de pilier.

## Biographie
Asithandile Ntoyanto naît le 6 mai 1991.
En 2022, elle joue pour les Border Bulldogs. Elle a déjà 12 sélections en équipe d'Afrique du Sud quand elle est retenue en septembre 2022 pour disputer la Coupe du monde en Nouvelle-Zélande.